# Luigi Tripepi

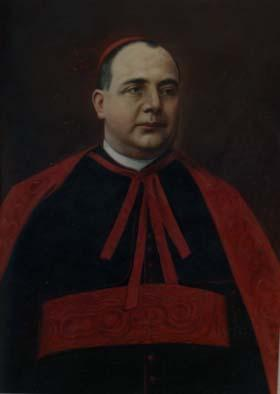
Luigi Kardinal Tripepi

Luigi Kardinal Tripepi (* 21. Juni 1836 in Cardeto; † 29. Dezember 1906 in Rom) war ein italienischer Geistlicher und Kurienkardinal der römisch-katholischen Kirche.

## Leben
Luigi Tripepi wurde 1836 als Sohn des Grafen Don Antonino Tripepi und Donna Margherita Manuardi in Cardeto geboren. Er studierte im bischöflichen Priesterseminar, später in Rom. 1864 empfing er die Priesterweihe. 1865 war er für kurze Zeit Mitglied der Gesellschaft Jesu. 1868 wurde er zum Kaplan an der Lateranbasilika ernannt. 1878 wurde er Kanoniker an der Basilika San Lorenzo in Damaso, ab 1879 an der Lateranbasilika, ab 1885 am Petersdom. Bereits ab 1883 war er Prälat der Apostolischen Signatur, ab 1884 Sekretär der Historischen Kommission und ab 1892 Präfekt der Archive des Heiligen Stuhls. 1894 wurde er von Papst Leo XIII. zum Sekretär der Heiligen Ritenkongregation bestellt, 1896 zum Offizial des vatikanischen Staatssekretariats ernannt.
Papst Leo XIII. kreierte ihn im Konsistorium vom 15. April 1901 zum Kardinal und ernannte ihn zum Kardinaldiakon von Santa Maria in Domnica. Kardinal Tripepi war Teilnehmer des Konklaves, das am 4. August 1903 Papst Pius X. wählte. Von 1903 bis zu seinem Tod war er (Pro-)Präfekt der Heiligen Ritenkongregation.
Er starb im Alter von 70 Jahren am 29. Dezember 1906 in Rom.

## Wirken
Luigi Tripepi war einer der bedeutendsten Apologeten der katholischen Kirche im 19. Jahrhundert und schrieb über zweihundert Werke (auch in Latein und Griechisch) zu verschiedenen Themen: Geschichte, Philosophie, Exegese, dogmatische und moralische Theologie.